# Anders Järryd
Anders Järryd (* 13. července 1961 Lidköping) je bývalý švédský profesionální tenista a světová jednička ve čtyřhře, když na čele žebříčku strávil 107 týdnů. Sezóny 1988 a 1989 zakončil jako nejlepší deblový hráč světa. V kariéře, trvající mezi lety 1980–1996, vyhrál osm Grand Slamů v mužské čtyřhře, a to všechny čtyři majory. Na profesionálních okruzích vybojoval osm singlových a padesát devět deblových titulů.
Na žebříčku ATP byl ve dvouhře nejvýše klasifikován v červenci 1985 na 5. místě a ve čtyřhře pak v srpnu téhož roku na 1. místě.
Ve švédském daviscupovém týmu debutoval v roce 1981 prvním kolem Světové skupiny proti Japonsku, v němž vyhrál se Simonssonem čtyřhru. Švédi postoupili po vítězství 5:0 na zápasy. Součástí švédského družstva byl ve „zlaté éře“ reprezentace, během níž se Seveřané v období 1983–1989 probojovali sedmkrát v řadě do finále. Z pozice nejlepšího deblisty týmu, hrál pravidelně čtyřhry.
Součástí vítězného celku, který zvedl nad hlavu salátovou mísu, se stal v Davis Cupu 1984, 1985 a 1987. V letech 1983, 1986, 1988 a 1989 odešel jako poražený finalista. Poslední zápas odehrál v semifinále ročníku 1993 proti Německu, když s Holmem prohráli čtyřhru. Němečtí hráči postoupili po výhře 5:0 na zápasy. V soutěži nastoupil celkem k třiceti jedna mezistátním utkáním s bilancí 16–3 ve dvouhře a 20–14 ve čtyřhře.
Roku 1961 se narodil v Lidköpingu, ležícím ve švédské jihozápadní provincii Västra Götaland. Za klub Lidköpings AIK hrál také bandy.
Představuje nejstaršího člena úspěšné generace švédských tenistů, kteří se ve světovém tenise začali prosazovat v první polovině 80. let 20. století (vedle Edberga, Wilandera, Pernforse, Nyströma, Lundgrena a Sundströma).

## Tenisová kariéra

### Letní olympijské hry
Švédsko reprezentoval na Letních olympijských hrách 1988 v Soulu, kde se tenis vrátil po několika desetiletích do rodiny olympijských sportů. V mužské dvouhře startoval na divokou kartu jako sedmý nasazený. Vypadl ve třetím kole, když nestačil na Němce Carla-Uwe Steeba poměrem 6–2, 5–7, 3–6 a 5–7. Do mužské čtyřhry nastoupil se Stefanem Edbergem. Po semifinálové prohře se španělským párem Sergio Casal a Emilio Sánchez obdrželi bronzové medaile.
Zúčastnil se také barcelonských Her XXV. olympiády, kde v úvodním kole deblové soutěže po boku Edberga podlehli americké dvojici Jim Courier a Pete Sampras po pěti setech.

### Profesionální kariéra

#### 1980–1986
Do profesionálního tenisu vstoupil roku 1980. První deblový titul vybojoval na lineckém turnaji ATP Linz v páru s krajanem Hansem Simonssonem. Následující sezónu 1981, na posledním ročníku linecké události, obhájil titul ve čtyřhře a přidal premiérovou trofej z dvouhry. Ve finále přehrál Španěla Josého Higuerase ve třech setech. V roce 1983 dosáhl na první grandslamové vítězství v mužské čtyřhře, když opět se Simonssonem v rozhodujícím duelu French Open 1983 zdolali pár Mark Edmondson a Sherwood Stewart.
V sezóně 1984 následovaly dva singlové a pět deblových titulů. Po boku krajana Stefana Edberga odešli jako poražení finalisté ze čtyřhry US Open 1984.
Nejlepšího výsledku ve dvouhře Grand Slamu dosáhl ve wimbledonské dvouhře 1985, kde prošel přes Švýcara Heinze Günthardta do semifinále. V něm však po čtyřsetovém průběhu nestačil na 17letého juniora Borise Beckera, který se ziskem titulu stal nejmladším grandslamovým šampionem dvouhry v historii. Body z Wimbledonu znamenaly, že v červenci Järryd vystoupal na své kariérní maximum, když mu patřila 5.  příčka. Dobrou formu zužitkoval svými nejlepšími výkony na French Open 1985, kde dosáhl do osmifinále i čtvrtfinálovou účastí na US Open 1985. V srpnu téže sezóny se stal světovou jedničkou ve čtyřhře. Na Turnaji mistrů 1985 si zahrál semifinále singla, v němž opět podlehl Beckerovi. Následující rok zvítězil na finálové akci konkurenční série WCT Finals, když v boji o titul na World Championship Tennis Finals 1986 vrátil předešlé porážky Beckerovi.

#### 1987–1996
V sezóně 1987 mu chyběly dva vítězné zápasy k zisku čistého Grand Slamu z mužské čtyřhry. Na Australian Open 1987 triumfoval s Edbergem, na French Open 1987 s Američanem Robertem Segusem a ze závěrečného US Open 1987 si odvezl trofej opět po boku Edberga. Jediné zaváhání přišlo ve Wimbledonu 1987, když s Edbergem v semifinále nestačili na šestou nasazenou španělskou dvojici Sergio Casal a Emilio Sánchez.
V sezóně 1988 nastoupil do čtyřher s Johnem Fitzgeraldem, s nímž končil jako poražený finalista na French Open 1988 i ve Wimbledonu 1988. Za Švédsko, vyjma olympijských her, startoval také na Světovém poháru družstev 1988, který Seveřané vyhráli. V roce 1989 se dočkal po boku Fitzgeralda deblové trofeje z Wimbledonu 1989, čímž zkompletoval kariérní grandslam.
V sezóně 1991 vyhrál podruhé tři ze čtyř deblových majorů, všechny se stabilním spoluhráčem Fitzgeraldem. Jednalo se o French Open 1994, Wimbledon 1991 a US Open 1991, na němž dobyl svou poslední grandslamovou trofej. Poslední finále na turnaji velké čtyřky si zahrál s Fitzgeraldem na Australian Open 1993, kde skončili na raketách jihoafricko-australské dvojice Danie Visser a Laurie Warder.
Závěrečný titul ve dvouhře zaznamenal na Rotterdam Open 1993 po finálové výhře nad Karlem Nováčkem 6–3 a 7–5. Poslední deblový titul vybojoval na úvodním ročníku petrohradského St. Petersburg Open 1995 s Martinem Dammem, když v rozhodujícím duelu zdolali Jakoba Hlaska s Jevgenijem Kafelnikovem.
Profesionální kariéru završil po šestnácti letech v sezóně 1996 s více než 5 miliony dolary získaných na odměnách.

## Finále na Grand Slamu

### Mužská čtyřhra: 13 (8–5)

#### Vítěz
| Rok  | turnaj          | spoluhráč       | soupeři ve finále               | výsledek                |
| ---- | --------------- | --------------- | ------------------------------- | ----------------------- |
| 1983 | French Open     | Hans Simonsson  | Mark Edmondson Sherwood Stewart | 7–6, 6–4, 6–2           |
| 1987 | Australian Open | Stefan Edberg   | Peter Doohan Laurie Warder      | 6–4, 6–4, 7–6           |
| 1987 | US Open         | Stefan Edberg   | Ken Flach Robert Seguso         | 7–6, 6–2, 4–6, 5–7, 7–6 |
| 1987 | French Open (2) | Robert Seguso   | Guy Forget Yannick Noah         | 6–7, 6–7, 6–3, 6–4, 6–2 |
| 1989 | Wimbledon       | John Fitzgerald | Rick Leach Jim Pugh             | 3–6, 7–6, 6–4, 7–6      |
| 1991 | French Open (3) | John Fitzgerald | Rick Leach Jim Pugh             | 6–0, 7–5                |
| 1991 | Wimbledon (2)   | John Fitzgerald | Javier Frana Leonardo Lavalle   | 6–3, 6–4, 6–7, 6–1      |
| 1991 | US Open (2)     | John Fitzgerald | Scott Davis David Pate          | 3–6, 7–6, 6–4, 7–6      |

#### Poražený finalista
| Rok  | turnaj          | spoluhráč       | soupeři ve finále           | výsledek                  |
| ---- | --------------- | --------------- | --------------------------- | ------------------------- |
| 1984 | US Open         | Stefan Edberg   | John Fitzgerald Tomáš Šmíd  | 6–7, 3–6, 3–6             |
| 1986 | French Open     | Stefan Edberg   | John Fitzgerald Tomáš Šmíd  | 6–3, 4–6, 6–3, 6–7, 12–14 |
| 1988 | French Open (2) | John Fitzgerald | Andrés Gómez Emilio Sánchez | 3–6, 7–6, 4–6, 3–6        |
| 1988 | Wimbledon       | John Fitzgerald | Ken Flach Robert Seguso     | 4–6, 6–2, 4–6, 6–7        |
| 1993 | Australian Open | John Fitzgerald | Danie Visser Laurie Warder  | 4–6, 3–6, 4–6             |

## Finále na profesionálních okruzích
| Legenda                       |
| Grand Slam                    |
| Tennis Masters Cup            |
| ATP Masters Series            |
| ATP International Series Gold |
| ATP International Series      |

### Dvouhra: 24 (8–16)

#### Vítěz
| č. | rok  | turnaj                             | povrch    | soupeř ve finále | výsledek                |
| -- | ---- | ---------------------------------- | --------- | ---------------- | ----------------------- |
| 1. | 1982 | Linec, Rakousko                    | antuka    | José Higueras    | 6–4, 4–6, 6–4           |
| 2. | 1982 | Ancona, Itálie                     | koberec   | Mike De Palmer   | 6–3, 6–2                |
| 3. | 1984 | Hilversum, Nizozemsko              | antuka    | Tomáš Šmíd       | 6–3, 6–3, 2–6, 6–2      |
| 4. | 1984 | Sidney Indoor, Austrálie           | tvrdý (h) | Ivan Lendl       | 6–3, 6–2, 6–4           |
| 5. | 1985 | Brusel, Belgie                     | koberec   | Mats Wilander    | 6–4, 3–6, 7–5           |
| 6. | 1986 | WCT Finals – Dallas, Spojené státy | koberec   | Boris Becker     | 6–7(3–7), 6–1, 6–1, 6–4 |
| 7. | 1990 | Vídeň, Rakousko                    | koberec   | Horst Skoff      | 6–3, 6–3, 6–1           |
| 8. | 1993 | Rotterdam, Nizozemsko              | koberec   | Karel Nováček    | 6–3, 7–5                |

#### Finalista
| č.  | datum              | turnaj                       | povrch  | soupeř ve finále | výsledek           |
| --- | ------------------ | ---------------------------- | ------- | ---------------- | ------------------ |
| 1.  | 26. července 1981  | Båstad, Švédsko              | antuka  | Thierry Tulasne  | 2–6, 3–6           |
| 2.  | 17. července 1983  | Båstad, Švédsko              | antuka  | Mats Wilander    | 1–6, 2–6           |
| 3.  | 14. srpna 1983     | Montreal, Kanada             | tvrdý   | Ivan Lendl       | 2–6, 2–6           |
| 4.  | 22. července 1984  | Båstad, Švédsko              | antuka  | Henrik Sundström | 6–3, 5–7, 3–6      |
| 5.  | 26. srpna 1984     | Cincinnati, Spojené státy    | tvrdý   | Mats Wilander    | 6–7, 3–6           |
| 6.  | 24. února 1985     | Toronto, Kanada              | koberec | Kevin Curren     | 6–7, 3–6           |
| 7.  | 31. března 1985    | Miláno, Itálie               | koberec | John McEnroe     | 4–6, 1–6           |
| 8.  | 10. listopadu 1985 | Stockholm, Švédsko           | tvrdý   | John McEnroe     | 1–6, 2–6           |
| 9.  | 30. března 1986    | Rotterdam, Nizozemsko        | koberec | Joakim Nyström   | 0–6, 3–6           |
| 10. | 16. listopadu 1987 | Londýn, Spojené království   | koberec | Ivan Lendl       | 3–6, 2–6, 5–7      |
| 11. | 12. ledna 1989     | Rotterdam, Nizozemsko        | koberec | Jakob Hlasek     | 1–6, 5–7           |
| 12. | 1. října 1989      | San Francisco, Spojené státy | koberec | Brad Gilbert     | 5–7, 2–6           |
| 13. | 10. března 1991    | Kodaň, Dánsko                | koberec | Jonas Svensson   | 7–6(7–5), 2–6, 2–6 |
| 14. | 8. března 1992     | Kodaň, Dánsko                | koberec | Magnus Larsson   | 4–6, 6–7(5–7)      |
| 15. | 23. října 1994     | Peking, Čína                 | koberec | Michael Chang    | 5–7, 5–7           |
| 16. | 18. června 1995    | Rosmalen, Nizozemsko         | tráva   | Karol Kučera     | 6–7(7–9), 6–7(4–7) |

### Čtyřhra: 91 (59–32)
| Stav      | č.  | rok  | turnaj                      | povrch    | spoluhráč         | soupeři ve finále                  | výsledek                  |
| --------- | --- | ---- | --------------------------- | --------- | ----------------- | ---------------------------------- | ------------------------- |
| Vítěz     | 1.  | 1981 | Linec, Rakousko             | tvrdý (h) | Hans Simonsson    | Brad Drewett Pavel Složil          | 6–4, 7–6                  |
| Finalista | 1.  | 1981 | Båstad, Švédsko             | antuka    | Hans Simonsson    | Mark Edmondson John Fitzgerald     | 6–2, 5–7, 0–6             |
| Finalista | 2.  | 1981 | Bordeaux, Francie           | antuka    | Jim Gurfein       | Andrés Gómez Belus Prajoux         | 5–7, 3–6                  |
| Vítěz     | 2.  | 1981 | Barcelona, Španělsko        | antuka    | Hans Simonsson    | Hans Gildemeister Andrés Gómez     | 6–1, 6–4                  |
| Vítěz     | 3.  | 1982 | Linec, Rakousko             | antuka    | Hans Simonsson    | Rod Frawley Paul Kronk             | 6–2, 6–0                  |
| Finalista | 3.  | 1982 | Hamburk, Německo            | antuka    | Hans Simonsson    | Pavel Složil Tomáš Šmíd            | 4–6, 3–6                  |
| Vítěz     | 4.  | 1982 | Båstad, Švédsko             | antuka    | Hans Simonsson    | Joakim Nyström Mats Wilander       | 0–6, 6–3, 7–6             |
| Finalista | 4.  | 1982 | Bordeaux, Francie           | antuka    | Hans Simonsson    | Hans Gildemeister Andrés Gómez     | 4–6, 2–6                  |
| Vítěz     | 5.  | 1982 | Barcelona, Španělsko        | antuka    | Hans Simonsson    | Carlos Kirmayr Cassio Motta        | 6–3, 6–2                  |
| Vítěz     | 6.  | 1982 | Ancona, Itálie              | koberec   | Hans Simonsson    | Tim Gullikson Bernard Mitton       | 4–6, 6–3, 7–6             |
| Vítěz     | 7.  | 1983 | Nancy, Francie              | tvrdý (h) | Jan Gunnarsson    | Tim Gullikson Bernard Mitton       | 7–5, 6–3                  |
| Finalista | 5.  | 1983 | Mnichov, Německo            | antuka    | Tomáš Šmíd        | Chris Lewis Pavel Složil           | 4–6, 2–6                  |
| Vítěz     | 8.  | 1983 | French Open, Paříž          | antuka    | Hans Simonsson    | Mark Edmondson Sherwood Stewart    | 7–6(4), 6–4, 6–2          |
| Finalista | 6.  | 1983 | Båstad, Švédsko             | antuka    | Hans Simonsson    | Joakim Nyström Mats Wilander       | 6–1, 6–7, 6–7             |
| Vítěz     | 9.  | 1983 | Barcelona, Španělsko        | antuka    | Hans Simonsson    | Jim Gurfein Erick Iskersky         | 7–5, 6–3                  |
| Vítěz     | 10. | 1983 | Stockholm, Švédsko          | tvrdý (h) | Hans Simonsson    | Peter Fleming Johan Kriek          | 6–3, 6–4                  |
| Vítěz     | 11. | 1984 | WCT World Doubles, Londýn   | koberec   | Hans Simonsson    | Pavel Složil Tomáš Šmíd            | 1–6, 6–3, 3–6, 6–4, 6–3   |
| Vítěz     | 12. | 1984 | Lucemburk, Lucembursko      | koberec   | Tomáš Šmíd        | Mark Edmondson Sherwood Stewart    | 6–3, 7–5                  |
| Vítěz     | 13. | 1984 | Hamburk, Německo            | antuka    | Stefan Edberg     | Heinz Günthardt Balázs Taróczy     | 6–3, 6–1                  |
| Vítěz     | 14. | 1984 | Hilversum, Nizozemsko       | antuka    | Tomáš Šmíd        | Broderick Dyke Michael Fancutt     | 6–4, 5–7, 7–6             |
| Finalista | 7.  | 1984 | US Open, New York           | tvrdý     | Stefan Edberg     | John Fitzgerald Tomáš Šmíd         | 6–7, 3–6, 3–6             |
| Vítěz     | 15. | 1984 | Sydney, Austrálie           | tvrdý (h) | Hans Simonsson    | Mark Edmondson Sherwood Stewart    | 6–4, 6–4                  |
| Vítěz     | 16. | 1985 | Toronto, Kanada             | koberec   | Peter Fleming     | Glenn Layendecker Glenn Michibata  | 7–6, 6–2                  |
| Vítěz     | 17. | 1985 | Brusel, Belgie              | koberec   | Stefan Edberg     | Kevin Curren Wojciech Fibak        | 6–3, 7–6                  |
| Vítěz     | 18. | 1985 | Milán, Itálie               | koberec   | Heinz Günthardt   | Broderick Dyke Wally Masur         | 6–2, 6–1                  |
| Vítěz     | 19. | 1985 | Řím, Itálie                 | antuka    | Mats Wilander     | Ken Flach Robert Seguso            | 4–6, 6–3, 6–2             |
| Vítěz     | 20. | 1985 | Båstad, Švédsko             | antuka    | Stefan Edberg     | Sergio Casal Emilio Sánchez        | 6–0, 7–6                  |
| Finalista | 8.  | 1985 | Montreal, Kanada            | tvrdý     | Stefan Edberg     | Ken Flach Robert Seguso            | 7–5, 6–7, 3–6             |
| Vítěz     | 21. | 1985 | Cincinnati, USA             | tvrdý     | Stefan Edberg     | Joakim Nyström Mats Wilander       | 4–6, 6–2, 6–3             |
| Vítěz     | 22. | 1985 | Sydney, Austrálie           | tvrdý (h) | John Fitzgerald   | Mark Edmondson Kim Warwick         | 6–3, 6–2                  |
| Vítěz     | 23. | 1985 | Londýn, Spojené království  | koberec   | Guy Forget        | Boris Becker Slobodan Živojinović  | 7–5, 4–6, 7–5             |
| Vítěz     | 24. | 1985 | Turnaj mistrů, New York     | koberec   | Stefan Edberg     | Joakim Nyström Mats Wilander       | 6–1, 7–6                  |
| Finalista | 9.  | 1986 | Filadelfie, USA             | koberec   | Stefan Edberg     | Scott Davis David Pate             | 6–7, 6–3, 3–6, 5–7        |
| Finalista | 10. | 1986 | Memphis, USA                | koberec   | Guy Forget        | Ken Flach Robert Seguso            | 4–6, 6–4, 6–7             |
| Finalista | 11. | 1986 | Boca West, USA              | tvrdý     | Stefan Edberg     | Brad Gilbert Vincent Van Patten    | bez boje                  |
| Vítěz     | 25. | 1986 | Madrid, Španělsko           | antuka    | Joakim Nyström    | Jesus Colas David de Miguel        | 6–2, 6–2                  |
| Finalista | 12. | 1986 | French Open, Paříž          | antuka    | Stefan Edberg     | John Fitzgerald Tomáš Šmíd         | 6–3, 4–6, 6–3, 6–7, 12–14 |
| Vítěz     | 26. | 1986 | Los Angeles, USA            | tvrdý     | Stefan Edberg     | Peter Fleming John McEnroe         | 3–6, 7–5, 7–6             |
| Vítěz     | 27. | 1986 | Turnaj mistrů, Londýn       | koberec   | Stefan Edberg     | Guy Forget Yannick Noah            | 6–3, 7–6, 6–3             |
| Vítěz     | 28. | 1987 | Australian Open, Melbourne  | tráva     | Stefan Edberg     | Peter Doohan Laurie Warder         | 6–4, 6–4, 7–6             |
| Vítěz     | 29. | 1987 | Rotterdam, Nizozemsko       | koberec   | Stefan Edberg     | Chip Hooper Mike Leach             | 3–6, 6–3, 6–4             |
| Finalista | 13. | 1987 | Tokio, Japonsko             | tvrdý     | Andrés Gómez      | Paul Annacone Kevin Curren         | 4–6, 6–7                  |
| Vítěz     | 30. | 1987 | French Open, Paříž          | antuka    | Robert Seguso     | Guy Forget Yannick Noah            | 6–7, 6–7, 6–3, 6–4, 6–2   |
| Vítěz     | 31. | 1987 | Båstad, Švédsko             | antuka    | Stefan Edberg     | Emilio Sánchez Javier Sánchez      | 7–6, 6–3                  |
| Vítěz     | 32. | 1987 | US Open, New York           | tvrdý     | Stefan Edberg     | Ken Flach Robert Seguso            | 7–6, 6–2, 4–6, 5–7, 7–6   |
| Vítěz     | 33. | 1987 | Basilej, Švýcarsko          | tvrdý (h) | Tomáš Šmíd        | Stanislav Birner Jaroslav Navrátil | 6–4, 6–3                  |
| Vítěz     | 34. | 1987 | Stockholm, Švédsko          | tvrdý (h) | Stefan Edberg     | Jim Grabb Jim Pugh                 | 6–3, 6–4                  |
| Vítěz     | 35. | 1988 | Key Biscayne, USA           | tvrdý     | John Fitzgerald   | Ken Flach Robert Seguso            | 7–6, 6–1, 7–5             |
| Finalista | 14. | 1988 | Řím, Itálie                 | antuka    | Tomáš Šmíd        | Jorge Lozano Todd Witsken          | 3–6, 3–6                  |
| Finalista | 15. | 1988 | French Open, Paříž          | antuka    | John Fitzgerald   | Andrés Gómez Emilio Sánchez        | 3–6, 7–6, 4–6, 3–6        |
| Finalista | 16. | 1988 | Wimbledon, Londýn           | tráva     | John Fitzgerald   | Ken Flach Robert Seguso            | 4–6, 6–2, 4–6, 6–7        |
| Finalista | 17. | 1988 | Stuttgart, Německo          | antuka    | Michael Mortensen | Sergio Casal Emilio Sánchez        | 6–4, 3–6, 4–6             |
| Vítěz     | 36. | 1989 | Key Biscayne, USA           | tvrdý     | Jakob Hlasek      | Jim Grabb Patrick McEnroe          | 6–3, ret.                 |
| Vítěz     | 37. | 1989 | Wimbledon, Londýn           | tráva     | John Fitzgerald   | Rick Leach Jim Pugh                | 3–6, 7–6, 6–4, 7–6        |
| Finalista | 18. | 1989 | Los Angeles, USA            | tvrdý     | John Fitzgerald   | Martin Davis Tim Pawsat            | 5–7, 6–7                  |
| Vítěz     | 38. | 1989 | Vídeň, Rakousko             | koberec   | Jan Gunnarsson    | Paul Annacone Kelly Evernden       | 6–2, 6–3                  |
| Vítěz     | 39. | 1989 | Paříž, Francie              | koberec   | John Fitzgerald   | Jakob Hlasek Eric Winogradsky      | 7–6, 6–4                  |
| Finalista | 19. | 1989 | Turnaj mistrů, Londýn       | koberec   | John Fitzgerald   | Jim Grabb Patrick McEnroe          | 5–7, 6–7, 7–5, 3–6        |
| Finalista | 20. | 1990 | Stockholm, Švédsko          | koberec   | John Fitzgerald   | Guy Forget Jakob Hlasek            | 4–6, 2–6                  |
| Finalista | 21. | 1990 | Moskva, Rusko               | koberec   | John Fitzgerald   | Hendrik Jan Davids Paul Haarhuis   | 4–6, 6–7                  |
| Vítěz     | 40. | 1991 | Rotterdam, Nizozemsko       | koberec   | Patrick Galbraith | Steve DeVries David Macpherson     | 7–6, 6–2                  |
| Finalista | 22. | 1991 | Tokio, Japonsko             | tvrdý     | John Fitzgerald   | Stefan Edberg Todd Woodbridge      | 4–6, 7–5, 4–6             |
| Finalista | 23. | 1991 | Mnichov, Německo            | antuka    | Danie Visser      | Patrick Galbraith Todd Witsken     | 5–7, 4–6                  |
| Vítěz     | 41. | 1991 | French Open, Paříž          | antuka    | John Fitzgerald   | Rick Leach Jim Pugh                | 6–0, 7–6                  |
| Vítěz     | 42. | 1991 | Wimbledon, Londýn           | tráva     | John Fitzgerald   | Javier Frana Leonardo Lavalle      | 6–3, 6–4, 6–7, 6–1        |
| Finalista | 24. | 1991 | Båstad, Švédsko             | antuka    | Magnus Gustafsson | Ronnie Båthman Rikard Bergh        | 4–6, 4–6                  |
| Vítěz     | 43. | 1991 | US Open, New York           | tvrdý     | John Fitzgerald   | Scott Davis David Pate             | 6–3, 3–6, 6–3, 6–3        |
| Vítěz     | 44. | 1991 | Vídeň, Rakousko             | koberec   | Gary Muller       | Jakob Hlasek Patrick McEnroe       | 6–4, 7–5                  |
| Vítěz     | 45. | 1991 | Stockholm, Švédsko          | koberec   | John Fitzgerald   | Tom Nijssen Cyril Suk              | 7–5, 6–2                  |
| Vítěz     | 46. | 1991 | Paris Indoor, Francie       | koberec   | John Fitzgerald   | Kelly Jones Rick Leach             | 3–6, 6–3, 6–2             |
| Vítěz     | 47. | 1991 | Turnaj mistrů, Johannesburg | tvrdý (h) | John Fitzgerald   | Ken Flach Robert Seguso            | 6–4, 6–4, 2–6, 6–4        |
| Finalista | 25. | 1992 | Stuttgart, Německo          | koberec   | John Fitzgerald   | Tom Nijssen Cyril Suk              | 3–6, 7–6, 3–6             |
| Finalista | 26. | 1992 | Tokio, Japonsko             | tvrdý     | John Fitzgerald   | Kelly Jones Rick Leach             | 6–0, 5–7, 3–6             |
| Vítěz     | 48. | 1992 | Londýn, Spojené království  | tráva     | John Fitzgerald   | Goran Ivanišević Diego Nargiso     | 6–4, 7–6                  |
| Vítěz     | 49. | 1992 | Bolzano, Itálie             | koberec   | Bent-Ove Pedersen | Tom Nijssen Cyril Suk              | 6–1, 6–7, 6–3             |
| Vítěz     | 50. | 1992 | Vídeň, Rakousko             | koberec   | Ronnie Båthman    | Kent Kinnear Udo Riglewski         | 6–3, 7–5                  |
| Vítěz     | 51. | 1992 | Antverpy, Belgie            | koberec   | John Fitzgerald   | Patrick McEnroe Jared Palmer       | 6–2, 6–2                  |
| Finalista | 27. | 1992 | Turnaj mistrů, Johannesburg | tvrdý     | John Fitzgerald   | Mark Woodforde Todd Woodbridge     | 2–6, 6–7, 7–5, 6–3, 3–6   |
| Finalista | 28. | 1993 | Australian Open, Melbourne  | tvrdý     | John Fitzgerald   | Danie Visser Laurie Warder         | 4–6, 3–6, 4–6             |
| Vítěz     | 52. | 1993 | Dubaj, SAE                  | tvrdý     | John Fitzgerald   | Grant Connell Patrick Galbraith    | 6–2, 6–1                  |
| Vítěz     | 53. | 1993 | Rotterdam, Nizozemsko       | koberec   | Henrik Holm       | David Adams Andrej Olchovskij      | 6–4, 7–6                  |
| Vítěz     | 54. | 1993 | Båstad, Švédsko             | antuka    | Henrik Holm       | Brian Devening Tomas Nydahl        | 6–1, 3–6, 6–3             |
| Vítěz     | 55. | 1994 | Zaragoza, Španělsko         | koberec   | Henrik Holm       | Martin Damm Karel Nováček          | 7–5, 6–2                  |
| Vítěz     | 56. | 1994 | Tokio, Japonsko             | tvrdý     | Henrik Holm       | Sébastien Lareau Patrick McEnroe   | 7–6, 6–1                  |
| Finalista | 29. | 1994 | Hamburk, Německo            | antuka    | Henrik Holm       | Scott Melville Piet Norval         | 3–6, 4–6                  |
| Vítěz     | 57. | 1995 | Rotterdam, Nizozemsko       | koberec   | Martin Damm       | Tomás Carbonell Francisco Roig     | 6–3, 6–2                  |
| Vítěz     | 58. | 1995 | Petrohrad, Rusko            | koberec   | Martin Damm       | Jakob Hlasek Jevgenij Kafelnikov   | 6–4, 6–2                  |
| Finalista | 30. | 1995 | Tokio, Japonsko             | tvrdý     | John Fitzgerald   | Mark Knowles Jonathan Stark        | 3–6, 6–3, 6–7             |
| Finalista | 31. | 1995 | Hongkong                    | tvrdý     | John Fitzgerald   | Tommy Ho Mark Philippoussis        | 1–6, 7–6, 6–7             |
| Finalista | 32. | 1996 | Rosmalen, Nizozemsko        | tráva     | Daniel Nestor     | Paul Kilderry Pavel Vízner         | 5–7, 3–6                  |